# Nederlands Omroepproduktie Bedrijf
Het Nederlands Omroepproduktie Bedrijf N.V. (NOB) was een Nederlands bedrijf dat faciliteiten voor televisie- en radioproducties leverde aan de publieke en commerciële omroepen in zowel binnen- als buitenland. Het stamde uit het Facilitair Bedrĳf van de NOS en werd in het begin van de eenentwintigste eeuw opgesplitst en verkocht. Het NOB was honderd procent eigendom van de Nederlandse Staat.

## Oprichting
Het Facilitair Bedrijf van de NOS kende tal aan technici, een magazijn aan uitzendapparatuur, meerdere radio- en televisiestudio’s en eindregies in Hilversum, 8 grote en 12 kleinere radioreportagewagens en 12 grote meercamerawagens en 9 eencamerawagens voor televisie, het decorbouwatelier en de omroepkoren en orkesten. Tot 1988 beheerde de NOS de studio's en verzorgde ze reportagefaciliteiten, de verschillende omroepen maakten dan gebruik van de diensten van de NOS bij hun televisieregistraties. Op 1 januari 1988 werd het Facilitair Bedrĳf wettelijke verzelfstandigd zodat er meer concurrentie op de audiovisuele markt zou plaatsvinden om het bedrĳf vervolgens gereed te maken voor deze markt en de Staat haar aandelen hiervan te verkopen. Deze afdeling ging verder onder de naam Nederlandse Omroepproduktie Bedrijf (NOB). Tegelĳk met de intreding van deze Mediawet uit 1987 werd ook het destĳds genoemde Omroepkwartier overgedragen van de NOS aan het NOB. Het terrein kreeg sindsdien de naam Media Park, met als bijnaam die het personeel gebruikten het NOS/NOB-terrein. De NOB Holding groeide in de jaren negentig uit tot een groep met een veelheid aan bedrijven, waaronder NOB Decor die het grootste decoratelier van heel Europa had, en NOB Interactive waar werd geëxperimenteerd met de nieuwste technieken van toen zoals green screen en de eerste iteraties van live AR. NOB Interactive liet hiervoor speciaal Studio 25 bouwen bĳ het Filmcentrum, waar tegenwoordig de ontvangsthal van het NPO-gebouw zich bevindt.

## Buitenlandse activiteiten
Het bedrijf had dochterondernemingen in België, Duitsland en Hongarije. Het NOB kon gerekend worden tot een van de grootste audiovisuele productiebedrijven van Europa.

### Duitsland
In 1992 opende het NOB zijn eerste buitenlandse vestiging genaamd NOB Deutschland. In het Duitse Hürth, vlak bij Keulen, werd een groot studiocomplex aangelegd bestaande uit acht televisiestudio's. Hoewel het bedrijf vanuit Hilversum werd aangestuurd, kende de Duitse vestiging een grote mate van zelfstandigheid. In de Duitse studio's worden voornamelijk programma's geproduceerd voor de commerciële zenders RTL Television en Sat.1. Verder worden er enkele programma's voor de publieke zenders WDR en ZDF geproduceerd.
Sinds voorjaar 2007 is de naam veranderd van NOB Deutschland in nobeo, dat vervolgens in oktober 2021 veranderde in EMG Deutschland.

### Hongarije
In 1994 opende het NOB een eigen vestiging in Hongarije. Echter deze vestiging bestaat enkel uit een televisiestudio in Boedapest.

### België
Waren de vestigingen in Duitsland en Hongarije geheel nieuw opgezet, het Belgische bedrijf was een reeds bestaand bedrijf.
Dit bedrijf, ENG Videohouse in Vilvoorde beschikte over eigen televisiestudio's en televisiereportagewagens.
EMG Belgium, zoals het bedrĳf sinds 2021 heet, werkt voornamelijk voor de Vlaamse zenders VTM, 2BE, VRT, VT4, Vitaya, Trends Z, Play Sports enzovoort.

## Verkoop en splitsing
Eind jaren negentig raakte de markt voor audiovisuele producties dermate verzadigd dat het NOB, dat vanaf de oprichting nooit echt winstgevend is geweest, steeds grotere verliezen begon te lijden die een gezonde bedrijfsvoering onmogelijk maakte. Besloten werd in 2001 na enkele reorganisaties om het registratiebedrijf (studiobeheer, reportagewagens, eencamerabedrijf etc), montagebedrijf (vormgeving en beeldmontage), de buitenlandse bedrijven en het vastgoed op het Media Park te vervreemden om het bedrijf weer gezond te maken.
In 2002 werd de onderneming definitief opgesplitst in een drietal bedrijven: NOB Cross Media Facilities, DutchView en C*IRIS. NOB Cross Media Facilities zou zich alleen nog bezighouden met omroepgerelateerde activiteiten zoals de realisatie van de uitzendingen van de publieke omroepen op radio en televisie, het beschikbaar stellen van studioruimtes voor het Journaal, Studio Sport dat onder afdeling NOB TVJ valt en de radiostudio's op het Media Park. Het beheer van de overige televisiestudio's en de reportagewagens werd overgeheveld naar het nieuwe bedrijf DutchView, terwijl de bedrijfsonderdelen die de postproductie, grafische werkzaamheden en de montage van beeld en geluid verzorgde zelfstandig verderging als C*IRIS. Vrijwel het gehele Media Park werd verkocht aan TCN Property Projects. De buitenlandse bedrijven inclusief NOB Decor en Cinevideogroep werden verkocht aan United Broadcast Facilities.

### De bedrĳven tegenwoordig
DutchView en C*IRIS vielen sinds 2005 gezamenlijk onder de DutchView Holding en bundelden hun diensten sinds 2007 samen onder de naam DutchView. DutchView Holding werd later ingelĳfd tot de Consolidated Media Industries (CMI) waar onder andere Infostrada, Post Park en Avi-Drome van deel uit maakten. In 2015 is CMI overgenomen door het Amerikaans bedrĳf NEP Group en heet deze holding sinds 1 januari 2016 NEP The Netherlands.
In 2005 werd er gekeken naar mogelijkheden waar de Stichting NOS (tegenwoordig de NPO), NOB Cross Media Facilities weer volledig zou overnemen. De voornaamste inkomsten van deze NOB-afdeling kwamen dan ook van de publieke omroep, dus was deze keuze een logische stap. Echter werd het audiovisuele bedrĳf in 2006 toch niet aan de NPO overgedragen. Op 4 oktober 2006 werd bekendgemaakt dat NOB Cross Media Facilities aan Technicolor was verkocht, een dochteronderneming van het Franse Thomson. Sinds 1 januari 2008 heet deze oud-NOB-divisie Technicolor Nederland. Thomson verkeerde vanaf 2009 in financieel zwaar weer. Toen eind 2011 gesprekken met het Zweedse Ericsson gevoerd werden kwam ook de broadcastdivisie ter sprake. Dit resulteerde in 2012 in een bindend bod van Ericsson op deze divisie. Na onder andere positieve adviezen van 'lokale' en de Europese Ondernemingsraad van Technicolor werd het bedrijf in Hilversum, samen met de collega's in Chiswick (Londen) en St. Cloud (Parijs), door Ericsson op 3 juli 2012 overgenomen en aldus vormt het, samen met het broadcastbedrijf dat Ericsson al in Stockholm had, de Ericsson Broadcast Division dat samen ongeveer 1000 werknemers rekende. Sinds 1 januari 2013 ging dat bedrĳf verder als Ericsson Broadcast & Media Services, om vervolgens op 9 november 2017 te worden omgedoopt tot Red Bee Media.

## NOB TVJ
Nederlands Omroepproduktie Bedrĳf Televisie Journaal (NOB TVJ) was een afdeling binnen het NOB dat zich enkel bezighield met de technische realisatie en onderhoud van de uitzendtaken van de NOS. Het takenpakket bevatte het faciliteren van de studioprogramma’s als het Journaal, Sportjournaal en Studio Sport door onder andere het beschikbaar stellen van Studio 7, Studio 8 en Studio 10 in het NOS-gebouw, het leveren van cameramensen en andere technici, directe support en onderhoud bĳ storingen e.d., het leveren van grafische ontwerpers, video-editors, mediamanagers en MCR-operators voor de postproductie van de omroep. Deze werknemers werkten ook voor andere opdrachtgevers, maar zaten voornamelijk gedetacheerd bĳ de NOS.
Bĳ de opsplitsing van het NOB in 2002 ging NOB TVJ mee met NOB Cross Media Facilities. In de nieuwe mediawet die per 1 januari 2009 van kracht is geworden, is opgenomen dat de leverings-, respectievelijk afnameplicht bij destĳds Technicolor (voorheen NOB Cross Media Facilities) van de Nederlandse Publieke Omroep (zijnde Nederlandse Omroep Stichting) per 1 januari 2011 vervalt. Vanaf dan staat het partijen vrij om te handelen hoe die wensen en is de Nederlandse Omroep Stichting zelf volledig verantwoordelijk voor hoe zij het uitzendproces wenst vorm te geven en bij wie in te kopen. Sinds 1 januari 2017 verzorgt EMG Nederland (het vroegere United) de uitzendfaciliteiten voor de NOS voor maximaal tien jaar. Het overgebleven deel van NOB Cross Media Facilities is de MCR en de uitzendstraat die niet omroepverbonden zĳn en deze zĳn in november 2017 verdergegaan onder de naam Red Bee Media. 